# Bochra Belhaj Hmida
Bochra Belhaj Hmida (en árabe: بشرى بلحاج حميدة‎), (Zaghouan), es una abogada y política tunecina especialmente conocida por su activismo en defensa de los derechos de las mujeres y los derechos humanos. Es diputada en la Asamblea de Túnez desde 2014. En 1989 fue cofundadora de la Asociación Tunecina de Mujeres Demócratas, organización que ha presidido.

## Biografía
Desde joven ha estado comprometida en defensa de la igualdad junto a pioneras como Jalila Baccar o Safia Farhat.
Diplomada en derecho, es cofundadora de la Asociación Tunecina de Mujeres Demócratas (ATFD) en 1989 y la presidió de 1994 a 1998.
En 2012, fue abogada de una joven violada por policías a quien se acusó de atentado contra el pudor con su novio. El ejecutivo, dominado entonces por los islamistas de Ennahdha, fue según ella, responsable "moral y políticamente" denuncian el aumento de agresiones, acoso y de violaciones de policías a jóvenes tunecinas a causa de la impunidad con la que actúan.
Bochra Belhaj denunció que desde 2011, con los islamistas en el poder, se estaba desarrollando una campaña de difamación y acosos contra defensoras de derechos de las mujeres y derechos humanos y la instrumentalización del caso de la violación de la joven acusándola de comportamiento inmoral para arreglar cuentas con quienes defendían los derechos fundamentales.
Se incorporó en 2011 al Foro democrático para el trabajo y las libertades y se presentó a las elecciones de la asamblea constituyente, como cabeza de lista en la circunscripción de Zaghouan, pero no fue elegida. Miembro del comité ejecutivo del movimiento Nidaa Tounes desde septiembre de 2012, obtuvo un escaño en las elecciones legislativas del 26 de octubre de 2014 en la Asamblea de representantes del pueblo, como representante del partido en la segunda circunscripción de Túnez manteniendo su lucha por los derechos humanos y los derechos de las mujeres tunecinas.
Bochra Belhaj Hmida es también miembro de la Comisión de las libertades individuales y de la igualdad creada por el presidente de la República Béji Caïd Essebsi el 13 de agosto de 2017 para preparar un informe en relación con las reformas legislativas relativas a las libertades individuales y la igualdad conforme a la Constitución de 2014 y a las normas internacionales de los derechos humanos.